# GPR30
G-protein spregnuti estrogenski receptor 1 (GPER), takođe poznat kao membranski estrogenski receptor (mER) ili G-protein spregnuti receptor 30 (GPR30), je G protein-spregnuti receptor koji je kod čoveka kodiran GPER genom. GPR30 je integralni membranski protein sa visokim afinitetom za estrogen.

## Funkcija
Ovaj protein je član familije rodopsinu-sličnih G protein-spregnutih receptora. GPR30 vezuje estrogen, što dovodi do mobilizacije intracelularnog kalcijuma i sinteze fosfatidilinozitol (3,4,5)-trisfosfata u nukleusu. Ovaj protein učestvuje u brzim negenomskim signalnim eventima. Alternativne transkripcione splajsne varijante koje kodiraju isti protein su bile karakterisane. The distribution of GPR30 is well established in the rodent, with high expression observed in the hypothalamus, pituitary gland, adrenal medulla, kidney medulla and developing follicles of the ovary.

## Klinički značaj
ima važnu ulogu u razvoju tamoksifen otpornosti kod ćelija raka dojke.

## Literatura
1. ↑  O'Dowd BF, Nguyen T, Marchese A, Cheng R, Lynch KR, Heng HH, Kolakowski LF, George SR (1998). „Discovery of three novel G-protein-coupled receptor genes”. Genomics. 47 (2): 310—3. PMID 9479505. doi:10.1006/geno.1998.5095.
2. ↑  Revankar CM, Cimino DF, Sklar LA, Arterburn JB, Prossnitz ER (2005). „A transmembrane intracellular estrogen receptor mediates rapid cell signaling”. Science. 307 (5715): 1625—30. PMID 15705806. doi:10.1126/science.1106943.
3. ↑  Filardo EJ, Thomas P (2005). „GPR30: a seven-transmembrane-spanning estrogen receptor that triggers EGF release”. Trends Endocrinol. Metab. 16 (8): 362—7. PMID 16125968. doi:10.1016/j.tem.2005.08.005.
4. ↑  Manavathi B, Kumar R (2006). „Steering estrogen signals from the plasma membrane to the nucleus: two sides of the coin”. J. Cell. Physiol. 207 (3): 594—604. PMID 16270355. doi:10.1002/jcp.20551.
5. ↑  Prossnitz ER, Arterburn JB, Sklar LA (2007). „GPR30: A G protein-coupled receptor for estrogen”. Mol. Cell. Endocrinol. 265-266: 138—42. PMC 1847610 . PMID 17222505. doi:10.1016/j.mce.2006.12.010.
6. ↑  „Entrez Gene: GPR30 G protein-coupled receptor 30”.
7. ↑  GGJ Hazell, ST Yao, JA Roper, ER Prossnitz, AM O'Carroll, and SJ Lolait „Localisation of GPR30, a novel G protein-coupled oestrogen receptor, suggests multiple functions in rodent brain and peripheral tissues”. J Endocrinol. 202 (2): 223—236. 2009 August. Проверите вредност парамет(а)ра за датум: |date= (помоћ).
8. ↑  Ignatov A, Ignatov T, Roessner A, Costa SD, Kalinski T (2010). „Role of GPR30 in the mechanisms of tamoxifen resistance in breast cancer MCF-7 cells”. Breast Cancer Research and Treatment. 123 (1): 87—96. PMID 19911269. doi:10.1007/s10549-009-0624-6.

## Dodatna literatura
- Filardo EJ (2002). „Epidermal growth factor receptor (EGFR) transactivation by estrogen via the G-protein-coupled receptor, GPR30: a novel signaling pathway with potential significance for breast cancer.”. J. Steroid Biochem. Mol. Biol. 80 (2): 231—8. PMID 11897506. doi:10.1016/S0960-0760(01)00190-X.
- Filardo EJ, Thomas P (2005). „GPR30: a seven-transmembrane-spanning estrogen receptor that triggers EGF release.”. Trends Endocrinol. Metab. 16 (8): 362—7. PMID 16125968. doi:10.1016/j.tem.2005.08.005.
- Bonaldo MF, Lennon G, Soares MB (1997). „Normalization and subtraction: two approaches to facilitate gene discovery.”. Genome Res. 6 (9): 791—806. PMID 8889548. doi:10.1101/gr.6.9.791.
- Owman C, Blay P, Nilsson C, Lolait SJ (1996). „Cloning of human cDNA encoding a novel heptahelix receptor expressed in Burkitt's lymphoma and widely distributed in brain and peripheral tissues.”. Biochem. Biophys. Res. Commun. 228 (2): 285—92. PMID 8920907. doi:10.1006/bbrc.1996.1654.
- Feng Y, Gregor P (1997). „Cloning of a novel member of the G protein-coupled receptor family related to peptide receptors.”. Biochem. Biophys. Res. Commun. 231 (3): 651—4. PMID 9070864. doi:10.1006/bbrc.1997.6161.
- Kvingedal AM, Smeland EB (1997). „A novel putative G-protein-coupled receptor expressed in lung, heart and lymphoid tissue.”. FEBS Lett. 407 (1): 59—62. PMID 9141481. doi:10.1016/S0014-5793(97)00278-0.
- Carmeci C; Thompson DA; Ring HZ;  . (1998). „Identification of a gene (GPR30) with homology to the G-protein-coupled receptor superfamily associated with estrogen receptor expression in breast cancer.”. Genomics. 45 (3): 607—17. PMID 9367686. doi:10.1006/geno.1997.4972.
- Takada Y; Kato C; Kondo S;  . (1998). „Cloning of cDNAs encoding G protein-coupled receptor expressed in human endothelial cells exposed to fluid shear stress.”. Biochem. Biophys. Res. Commun. 240 (3): 737—41. PMID 9398636. doi:10.1006/bbrc.1997.7734.
- Filardo EJ, Quinn JA, Bland KI, Frackelton AR (2001). „Estrogen-induced activation of Erk-1 and Erk-2 requires the G protein-coupled receptor homolog, GPR30, and occurs via trans-activation of the epidermal growth factor receptor through release of HB-EGF.”. Mol. Endocrinol. 14 (10): 1649—60. PMID 11043579. doi:10.1210/me.14.10.1649.
- Filardo EJ, Quinn JA, Frackelton AR, Bland KI (2002). „Estrogen action via the G protein-coupled receptor, GPR30: stimulation of adenylyl cyclase and cAMP-mediated attenuation of the epidermal growth factor receptor-to-MAPK signaling axis.”. Mol. Endocrinol. 16 (1): 70—84. PMID 11773440. doi:10.1210/me.16.1.70.
- Ahola TM; Purmonen S; Pennanen P;  . (2002). „Progestin upregulates G-protein-coupled receptor 30 in breast cancer cells.”. Eur. J. Biochem. 269 (10): 2485—90. PMID 12027886. doi:10.1046/j.1432-1033.2002.02912.x.
- Ahola TM, Manninen T, Alkio N, Ylikomi T (2002). „G protein-coupled receptor 30 is critical for a progestin-induced growth inhibition in MCF-7 breast cancer cells.”. Endocrinology. 143 (9): 3376—84. PMID 12193550. doi:10.1210/en.2001-211445.
- Ahola TM, Alkio N, Manninen T, Ylikomi T (2002). „Progestin and G protein-coupled receptor 30 inhibit mitogen-activated protein kinase activity in MCF-7 breast cancer cells.”. Endocrinology. 143 (12): 4620—6. PMID 12446589. doi:10.1210/en.2002-220492.
- Strausberg RL; Feingold EA; Grouse LH;  . (2003). „Generation and initial analysis of more than 15,000 full-length human and mouse cDNA sequences.”. Proc. Natl. Acad. Sci. U.S.A. 99 (26): 16899—903. PMC 139241 . PMID 12477932. doi:10.1073/pnas.242603899.
- Scherer SW; Cheung J; MacDonald JR;  . (2003). „Human chromosome 7: DNA sequence and biology.”. Science. 300 (5620): 767—72. PMC 2882961 . PMID 12690205. doi:10.1126/science.1083423.
- Hamza A, Sarma MH, Sarma RH (2004). „Plausible interaction of an alpha-fetoprotein cyclopeptide with the G-protein-coupled receptor model GPR30: docking study by molecular dynamics simulated annealing.”. J. Biomol. Struct. Dyn. 20 (6): 751—8. PMID 12744705.
- Kanda N, Watanabe S (2003). „17Beta-estradiol enhances the production of nerve growth factor in THP-1-derived macrophages or peripheral blood monocyte-derived macrophages.”. J. Invest. Dermatol. 121 (4): 771—80. PMID 14632195. doi:10.1046/j.1523-1747.2003.12487.x.
- Kanda N, Watanabe S (2004). „17beta-estradiol inhibits oxidative stress-induced apoptosis in keratinocytes by promoting Bcl-2 expression.”. J. Invest. Dermatol. 121 (6): 1500—9. PMID 14675202. doi:10.1111/j.1523-1747.2003.12617.x.

## Spoljašnje veze
- „Estrogen (G protein coupled) Receptor”. IUPHAR Database of Receptors and Ion Channels. International Union of Basic and Clinical Pharmacology. Архивирано из оригинала 03. 03. 2016. г.
- GPER+protein на 